# 大班
大班（タイパン、Tai-pan）は中国や香港において起業家や企業の会長職などの呼称。

## 歴史
19世紀から20世紀初頭にかけてジャーディン・マセソンや宝順洋行のような巨大企業の会長職に就いている外国生まれのビジネスマンに対しての呼称として使われてきた。
タイパンとして英語で初めて使われたのは1834年10月28日に発行された広東地方の英字新聞である広東レジスターだった。Tai-panという綴りはもともと揺れがあり、taepan（初表記）やtypan、taipanと表記されてきた。1922年のサマセット・モームの短編小説「ザ・タイパン（The Tai-pan）」、1966年のジェームス・クラベルの小説「タイパン（Tai-pan）」によって大班という呼称は中国の外でも知られるようになった。